# Рейдерство (бизнес)
Ре́йдерство (от англ. raid «набег» или raider «налётчик», также рейдерский захват) — недружественное (в России и странах СНГ обычно силовое) поглощение предприятия против воли его собственников (имеющих преимущественное положение в данном предприятии) и/или его руководителя. При этом могут как иметь, так и не иметь места подделка или кража официальных документов компании, части её собственности, печатей, подписей, в том числе электронных, пытки и угрозы расправой; в последнем случае может иметь место фабрикация рейдером-должностным лицом уголовных дел против бизнесмена. 
К рейдерской деятельности иногда также относят корпоративный шантаж («гринмейл»), который технически законен, но может рассматриваться как действие на грани этичности.

## Терминология
Группа людей, осуществляющие рейдерство по своей инициативе или по заказу со стороны, называется рейдерами. Термин «рейдер» пришёл в Россию и СНГ из США. В Соединённых Штатах «рейдерами» именуют атакующую сторону в процессах слияний и поглощений и, в отличие от России и стран СНГ, преступного оттенка в этом понятии обычно нет: под враждебным поглощением обычно понимается «тендерное предложение» (англ. tender offer, tender offer bid), то есть прямое предложение акционерам «компании-цели» продать свои акции по цене несколько выше рыночной. Если «дружественное поглощение» предполагает переговоры с руководством «компании-цели», то враждебное подразумевает полное их отсутствие (во всяком случае, на начальном этапе поглощения). Но и в английском языке эпитеты корпоративных захватов (англ. hostile, unfriendly) несут негативные оценочные коннотации, что обычно связывается с тем фактом, что, в отличие от дружественных поглощений, при захватах всегда есть пострадавшие стороны. В России и СНГ преступное рейдерство часто освещается в СМИ, в результате термин также приобрёл в общественном сознании заметный негативный оттенок.
Специалисты и компании, которые занимаются противодействием рейдерству, называются антирейдерами, или антирейдерскими агентствами соответственно.

## История
История рейдерства насчитывает сотни лет, хотя сам термин появился на рубеже XIX и XX веков. Рейдерство появилось вместе с акциями, которые дали возможность поглощения компании помимо воли руководства. Наиболее известным примером поглощений XVIII века является попытка захвата Французской Ост-Индской компании Жаном де Батцем.
Рейдерством успешно занимался в конце XIX века Джон Рокфеллер, используя в качестве механизма принуждения льготные цены на транспортировку нефти.
Активность рейдеров резко возросла в 1980-е годы, когда Майкл Милкен изобрёл использование «мусорных облигаций» для финансирования захватов. С 1974 по 1990 год компания Милкена (Drexel Burnham Lambert) даже проводилa ежегодный многодневный «Бал хищников» (англ. Predator's Ball) для развлечения рейдеров и их встреч с вкладчиками капитала.
В континентальной Европе масштабное рейдерство появилось лишь в 1990-е годы; до этого было крайне редким. Например, с 1945 до 1998 года в Германии произошло лишь три попытки недружественного поглощения компаний вне финансовой сферы.

## Рейдерство в России
В современной России началом корпоративного рейдерства считается приватизация, когда через процедуры банкротства предприятия со стоимостью активов в миллиарды долларов США были куплены за миллионы (ЗИЛ — $4 млн долл., Уралмаш — $3,72 млн долл.).
Размах рейдерства возрос в начале XXI века и доминирует среди поглощений: в 2002 году в России состоялось 1870 поглощений, из них три четверти (76%) недружественные. С 2004 по 2007 год сумма недружественных сделок возросла более чем в четыре раза.
Только за 2008 год МВД зарегистрировало более 3000 обращений о рейдерских захватах.
Современное российское рейдерство принято разделять на:
- «белое» — в рамках закона. По мнению некоторых исследователей, в России основная масса «белой» рейдерской деятельности сводится к корпоративному шантажу, то есть созданию с помощью миноритарного пакета акций помех для нормальной работы предприятия в расчёте на то, что руководство компании выкупит этот пакет по завышенной цене, чтобы избавиться от шантажиста. Слабость российских правовых норм и процедур (например, само понятие «поглощение» отсутствует в гражданском и корпоративном законодательстве РФ[10]) приводит к предпочтительности других видов рейдерства, если целью является именно захват предприятия.
- «серое» — с нарушением гражданско-правовых норм, с применением административного ресурса.
- «чёрное» — с нарушением уголовного законодательства[11], со значительным применением административного или силового ресурса.

В российской практике существуют несколько законных способов лишить владельца контрольного пакета управления акционерным обществом, а также много иных способов, существенно отличающихся от рейдерской практики в других странах:
- (законный) владелец контрольного пакета добровольно продаёт свои акции;
- (законный) собрание акционеров принимает решение о дополнительном выпуске акций, и захватчик скупает их;
- (законный) акционер лишается своих акций за долги в силу судебного решения;
- подкуп генерального директора общества с выводом активов из компании;
- подкуп генерального директора общества с продажей им контрольного пакета акций;
- проведение акционерного собрания без кворума с решениями о назначении нового руководства и дополнительном выпуске акций, в результате чего контрольный пакет акций переходит к рейдеру;
- незаконный перевод акций реестродержателем;
- подделка соглашения о продаже акций с предъявлением его реестродержателю;
- подделка долгового обязательства с предъявлением его в суде и получение решения о взыскании задолженности;
- подкуп генерального директора с формированием фиктивной задолженности;
- подкуп генерального директора с доведением компании до банкротства;
- путём оспаривания приватизации: условия для такого рейдерства создаются в тот момент, если приватизация предприятия осуществлена незаконным путём.

## Способы защиты от рейдерства
Для защиты от рейдерской деятельности обычно рекомендуются следующие меры:
- наличие и применение чёткой схемы управления предприятием;
- регулярная проверка состояния документов о регистрации, поддержка связи с местными органами-регистраторами;
- разброс полномочий среди руководства компании, не концентрирование собственности, управления и права подписи в одних руках;
- широкий круг собственников и перевод части акций компании в разряд публично торгуемых на организованном рынке (на бирже);
- прозрачность собственности и адекватная капитализация предприятия;
- совпадение юридического и фактического адреса компании (в случае использования нескольких адресов, возложение на органа-регистратора обязанности высылать расписку о получении документов на регистрацию по всем адресам).

## Оценка роли рейдерства в экономике
По словам Г. О. Грефа, «чистка» слабых предприятий на законных основаниях может быть полезна для экономики, однако в России рейдерство зачастую носит криминальный характер, и активы отбираются у эффективных собственников.
Отношение к недружественным поглощениям в большинстве стран двойственное, особенно в континентальной Западной Европе: там считается, что рейдеры обычно заинтересованы в краткосрочных прибылях, разрушающих компанию, но, с другой стороны, привносят англосаксонскую максимизацию акционерной стоимости. Европейское исследование на основе данных 1990—2001 годов показало, что оба взгляда, видимо, преувеличены: после захвата в долгосрочной перспективе в среднем происходит лишь небольшое ухудшение положения компании, которое исследователи объяснили неэффективностью нового руководства, приведённого рейдерами, а не банальным ограблением других акционеров.
В российских условиях предприятия часто захватываются не в производственных целях, а для овладения их недвижимостью. При этом производство обычно уничтожается. Согласно высказываниям в 2006 году президента России В. В. Путина, а также исследованию «Центра политических технологий», опубликованному в мае 2008 года, рейдерство в его нынешнем виде в России снижает привлекательность страны для инвестиций.
По словам Д. А. Медведева, «Ещё одна [вторая после коррупции] проблема, которая волнует регионы, — это рейдерство».
Согласно опыту председателя Арбитражного суда Москвы Олега Свириденко, «недружественные поглощения не способствуют эффективному развитию экономики, скорее, совсем наоборот. У нас нет ни одного такого „положительного“ примера из огромного количества дел, которые рассмотрены в „корпоративном“ составе Арбитражного суда Москвы».